# 粉叶玉凤花
粉叶玉凤花（学名：Habenaria glaucifolia）为兰科玉凤花属下的一个种。

## 扩展阅读
- 維基物種上的相關：粉叶玉凤花